# آیدن مک‌گیدی
آیدن جان مک‌گیدی (انگلیسی: Aiden John McGeady؛ زادهٔ ۴ آوریل ۱۹۸۶) بازیکن فوتبال اهل کشور ایرلند است.
وی برای تیم ملی ایرلند ۹۳ بازی انجام داده و ۵ گل به ثمر رسانده‌است. پست تخصصی این بازیکن نیز، وینگر است.